# می یانگ
می یانگ (انگلیسی: Mi Yang؛ زادهٔ ۲۴ ژانویهٔ ۱۹۸۹) بازیکن والیبال زن اهل چین است. وی در بازی‌های المپیک تابستانی ۲۰۱۲ شرکت کرده‌است.